# Fortaleza de Santo Estevão de Juá

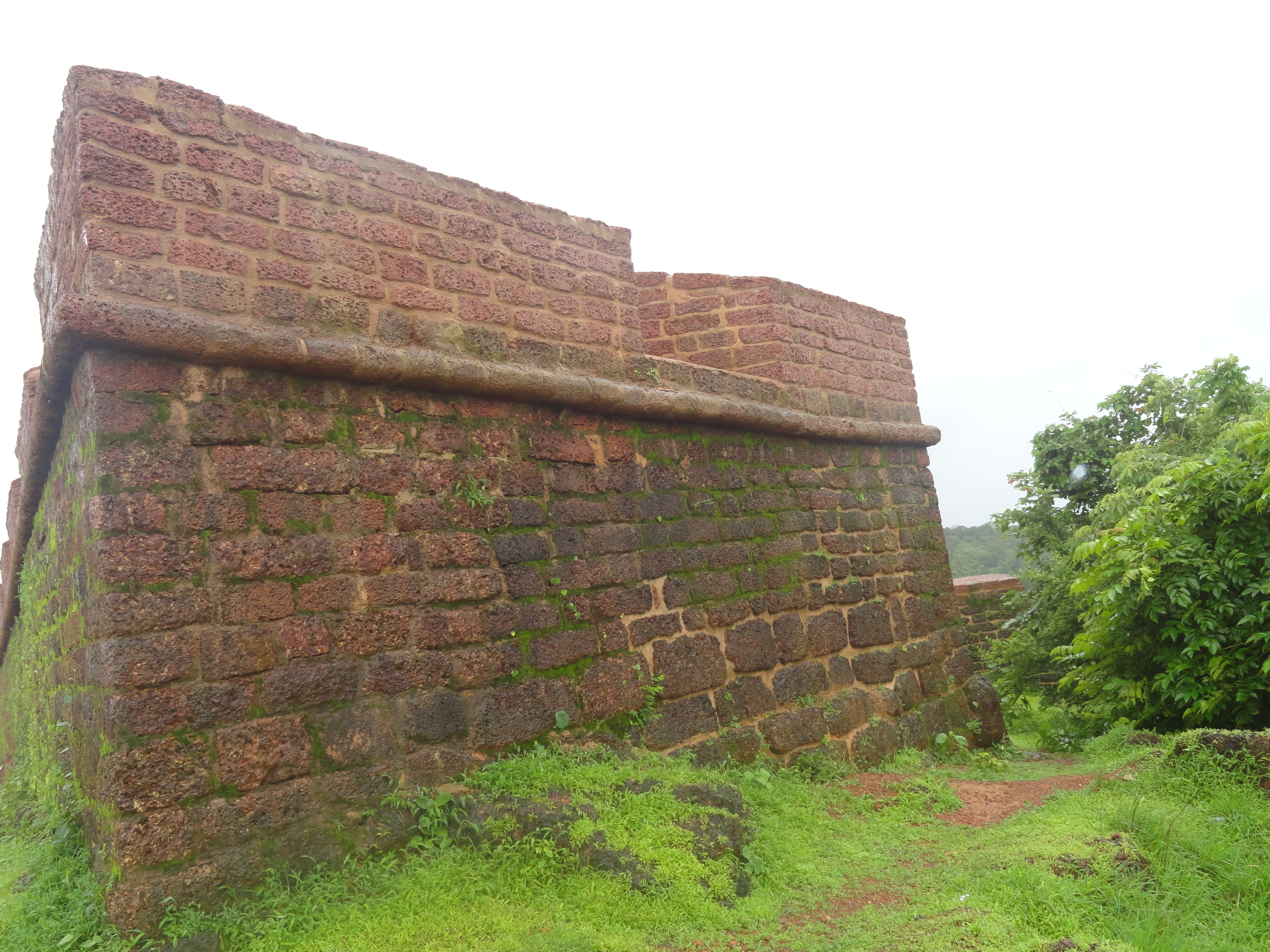
A fortaleza de Santo Estevão.

A Fortaleza de Santo Estevão de Juá é uma antiga estrutura militar construída pelos portugueses na Ilha de Santo Estevão ou Ilha de Juá, em Goa.
Erigida no ponto mais alto da Ilha de Santo Estevão, fora originalmente construída em 1550 para servir de atalaia ao rio Mandovi. Era a fortaleza mais a leste nas Velhas Conquistas. Depois das invasões maratas entre 1666 e 1668, durante as quais uma igreja local foi destruída, a estrutura foi expandida e transformada num pequeno forte. Em 1683 os maratas atacaram Goa novamente e lograram penetrar na ilha de Santo Estevão porque o corpo de auxiliares encarregue de defendê-la fugira à vista do inimigo. Os maratas capturaram por isso o forte e massacraram a sua guarnição.
Anexadas as Novas Conquistas, a fortaleza perdeu a sua utilidade. Foi abandonada em 1811 mediante decreto do vice-rei Bernardo José Maria da Silveira e Lorena.
A fortaleza foi restaurada em 2012.